# Albi Doka
Albi Doka (Tirana, 26 giugno 1997) è un calciatore albanese, difensore dello Skënderbeu.

## Carriera

### Club
Cresciuto nelle giovanili del Tirana, con cui debutta nella massima serie albanese nel 2017. Nel 2020 passa all'HNK Gorica, giocando ad alti livelli, conquistando anche la chiamata del CT Edoardo Reja da parte della nazionale maggiore. L'11 febbraio 2022 viene acquistato dagli ungheresi dell'Honvéd, riuscendo a centrare la salvezza, ma evitandola nella stagione seguente. Dopo una stagione e mezza, scaduto il contratto con l'Honvéd, ritorna al Tirana.

### Nazionale
Debutta con la maglia della nazionale albanese Under-21 il 12 giugno 2017 nella partita valida per le qualificazioni all'Europeo 2019, pareggiata per 0-0 contro l'Estonia.
Il 3 ottobre 2020 riceve la sua prima convocazione dalla nazionale maggiore per la partita amichevole contro l'Armenia del 7 ottobre 2020 e per le partite valide per la Nations League rispettivamente contro Kazakistan e Lituania del 10 e 13 ottobre 2020.

## Statistiche

### Presenze e reti nei club
Statistiche aggiornate al 19 agosto 2023.
| Stagione          | Squadra           | Campionato        | Campionato | Campionato | Coppe nazionali | Coppe nazionali | Coppe nazionali | Coppe continentali | Coppe continentali | Coppe continentali | Altre coppe | Altre coppe | Altre coppe | Totale | Totale |
| Stagione          | Squadra           | Comp              | Pres       | Reti       | Comp            | Pres            | Reti            | Comp               | Pres               | Reti               | Comp        | Pres        | Reti        | Pres   | Reti   |
| ----------------- | ----------------- | ----------------- | ---------- | ---------- | --------------- | --------------- | --------------- | ------------------ | ------------------ | ------------------ | ----------- | ----------- | ----------- | ------ | ------ |
| 2016-2017         | Tirana            | KS                | 17         | 0          | CA              | 5               | 0               | -                  | -                  | -                  | -           | -           | -           | 22     | 0      |
| 2017-2018         | Tirana            | KP                | 13         | 1          | CA              | 4               | 0               | UEL                | 2                  | 0                  | SA          | 1           | 0           | 20     | 1      |
| 2018-2019         | Tirana            | KS                | 31         | 4          | CA              | 6               | 0               | -                  | -                  | -                  | -           | -           | -           | 37     | 4      |
| 2019-2020         | Tirana            | KS                | 30         | 0          | CA              | 6               | 0               | -                  | -                  | -                  | -           | -           | -           | 36     | 0      |
| Totale Tirana     | Totale Tirana     | Totale Tirana     | 91         | 5          |                 | 21              | 0               |                    | 2                  | 0                  |             | 1           | 0           | 115    | 5      |
| 2020-2021         | HNK Gorica        | 1. HNL            | 23         | 1          | CC              | 3               | 0               | -                  | -                  | -                  | -           | -           | -           | 26     | 1      |
| 2021-feb. 2022    | HNK Gorica        | 1. HNL            | 13         | 0          | CC              | 2               | 0               | -                  | -                  | -                  | -           | -           | -           | 15     | 0      |
| Totale HNK Gorica | Totale HNK Gorica | Totale HNK Gorica | 36         | 1          |                 | 5               | 0               |                    | -                  | -                  |             | -           | -           | 41     | 1      |
| feb.-giu. 2022    | Honvéd            | NBI               | 13         | 0          | MK              | 1               | 0               | -                  | -                  | -                  | -           | -           | -           | 14     | 0      |
| 2022-2023         | Honvéd            | NBI               | 22         | 0          | MK              | 1               | 0               | -                  | -                  | -                  | -           | -           | -           | 19     | 0      |
| Totale Honvéd     | Totale Honvéd     | Totale Honvéd     | 35         | 0          |                 | 2               | 0               |                    | -                  | -                  |             | -           | -           | 37     | 0      |
| Totale carriera   | Totale carriera   | Totale carriera   | 162        | 6          |                 | 28              | 0               |                    | 2                  | 0                  |             | 1           | 0           | 193    | 6      |

### Cronologia presenze e reti in nazionale
| Cronologia completa delle presenze e delle reti in nazionale ― Albania | Cronologia completa delle presenze e delle reti in nazionale ― Albania | Cronologia completa delle presenze e delle reti in nazionale ― Albania | Cronologia completa delle presenze e delle reti in nazionale ― Albania | Cronologia completa delle presenze e delle reti in nazionale ― Albania | Cronologia completa delle presenze e delle reti in nazionale ― Albania | Cronologia completa delle presenze e delle reti in nazionale ― Albania | Cronologia completa delle presenze e delle reti in nazionale ― Albania |
| Data                                                                   | Città                                                                  | In casa                                                                | Risultato                                                              | Ospiti                                                                 | Competizione                                                           | Reti                                                                   | Note                                                                   |
| ---------------------------------------------------------------------- | ---------------------------------------------------------------------- | ---------------------------------------------------------------------- | ---------------------------------------------------------------------- | ---------------------------------------------------------------------- | ---------------------------------------------------------------------- | ---------------------------------------------------------------------- | ---------------------------------------------------------------------- |
| 11-11-2020                                                             | Elbasan                                                                | Albania                                                                | 2 – 1                                                                  | Kosovo                                                                 | Amichevole                                                             | -                                                                      | 86’                                                                    |
| 15-11-2020                                                             | Tirana                                                                 | Albania                                                                | 3 – 1                                                                  | Kazakistan                                                             | UEFA Nations League 2020-2021 - 1º turno                               | -                                                                      | 67’                                                                    |
| 18-11-2020                                                             | Tirana                                                                 | Albania                                                                | 3 – 2                                                                  | Bielorussia                                                            | UEFA Nations League 2020-2021 - 1º turno                               | -                                                                      |                                                                        |
| 5-6-2021                                                               | Cardiff                                                                | Galles                                                                 | 0 – 0                                                                  | Albania                                                                | Amichevole                                                             | -                                                                      | 46’                                                                    |
| 8-6-2021                                                               | Praga                                                                  | Rep. Ceca                                                              | 3 – 1                                                                  | Albania                                                                | Amichevole                                                             | -                                                                      | 71’                                                                    |
| 5-9-2021                                                               | Elbasan                                                                | Albania                                                                | 1 – 0                                                                  | Ungheria                                                               | Qual. Mondiali 2022                                                    | -                                                                      |                                                                        |
| 8-9-2021                                                               | Elbasan                                                                | Albania                                                                | 5 – 0                                                                  | San Marino                                                             | Qual. Mondiali 2022                                                    | -                                                                      | 81’                                                                    |
| Totale                                                                 |                                                                        | Presenze (217º posto)                                                  | 7                                                                      |                                                                        | Reti                                                                   | 0                                                                      |                                                                        |

| Cronologia completa delle presenze e delle reti in nazionale ― Albania under 21 | Cronologia completa delle presenze e delle reti in nazionale ― Albania under 21 | Cronologia completa delle presenze e delle reti in nazionale ― Albania under 21 | Cronologia completa delle presenze e delle reti in nazionale ― Albania under 21 | Cronologia completa delle presenze e delle reti in nazionale ― Albania under 21 | Cronologia completa delle presenze e delle reti in nazionale ― Albania under 21 | Cronologia completa delle presenze e delle reti in nazionale ― Albania under 21 | Cronologia completa delle presenze e delle reti in nazionale ― Albania under 21 |
| Data                                                                            | Città                                                                           | In casa                                                                         | Risultato                                                                       | Ospiti                                                                          | Competizione                                                                    | Reti                                                                            | Note                                                                            |
| ------------------------------------------------------------------------------- | ------------------------------------------------------------------------------- | ------------------------------------------------------------------------------- | ------------------------------------------------------------------------------- | ------------------------------------------------------------------------------- | ------------------------------------------------------------------------------- | ------------------------------------------------------------------------------- | ------------------------------------------------------------------------------- |
| 5-6-2017                                                                        | Tirana                                                                          | Albania under 21                                                                | 0 – 3                                                                           | Francia under 21                                                                | Amichevole                                                                      | -                                                                               |                                                                                 |
| 12-6-2017                                                                       | Elbasan                                                                         | Albania under 21                                                                | 0 – 0                                                                           | Estonia under 21                                                                | Qual. Europeo Under-21 2019                                                     | -                                                                               |                                                                                 |
| 31-8-2017                                                                       | Lurgan                                                                          | Irlanda del Nord under 21                                                       | 1 – 0                                                                           | Albania under 21                                                                | Qual. Europeo Under-21 2019                                                     | -                                                                               |                                                                                 |
| 4-9-2017                                                                        | Reykjavík                                                                       | Islanda under 21                                                                | 2 – 3                                                                           | Albania under 21                                                                | Qual. Europeo Under-21 2019                                                     | -                                                                               | 59’                                                                             |
| 10-10-2017                                                                      | Elbasan                                                                         | Albania under 21                                                                | 0 – 0                                                                           | Islanda under 21                                                                | Qual. Europeo Under-21 2019                                                     | -                                                                               | 57’                                                                             |
| 10-11-2017                                                                      | Tirana                                                                          | Albania under 21                                                                | 1 – 1                                                                           | Irlanda del Nord under 21                                                       | Qual. Europeo Under-21 2019                                                     | -                                                                               |                                                                                 |
| 6-9-2018                                                                        | Cordova                                                                         | Spagna under 21                                                                 | 3 – 0                                                                           | Albania under 21                                                                | Qual. Europeo Under-21 2019                                                     | -                                                                               |                                                                                 |
| 11-10-2018                                                                      | Tirana                                                                          | Albania under 21                                                                | 0 – 1                                                                           | Spagna under 21                                                                 | Qual. Europeo Under-21 2019                                                     | -                                                                               |                                                                                 |
| 16-10-2018                                                                      | Pärnu                                                                           | Estonia under 21                                                                | 2 – 2                                                                           | Albania under 21                                                                | Qual. Europeo Under-21 2019                                                     | -                                                                               | 46’                                                                             |
| Totale                                                                          |                                                                                 | Presenze                                                                        | 9                                                                               |                                                                                 | Reti                                                                            | 0                                                                               |                                                                                 |

## Palmarès

### Club

#### Competizioni nazionali
- Coppa d'Albania: 1

Tirana: 2016-2017
- Supercoppa d'Albania: 1

Tirana: 2017
- Campionato albanese: 1

Tirana: 2019-2020